# Cacatua (zoologia)

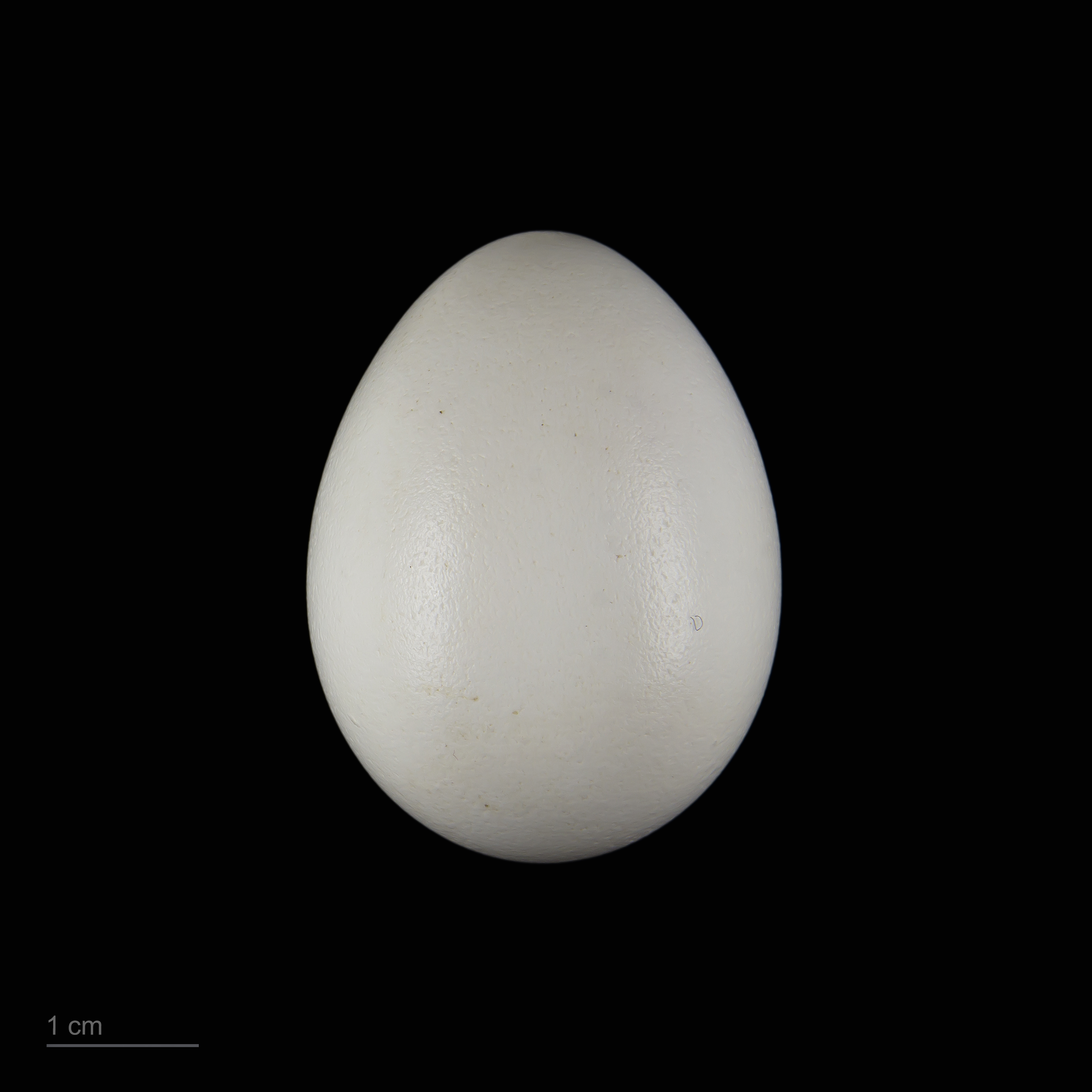
Cacatua sp

Cacatua Vieillot, 1817 è un genere di uccelli della famiglia dei Cacatuidi.

## Tassonomia
Il genere Cacatua comprende le seguenti specie:
- Cacatua tenuirostris (Kuhl, 1820) - corella beccolungo
- Cacatua pastinator (Gould, 1841) - corella occidentale
- Cacatua sanguinea Gould, 1843 - corella minore
- Cacatua goffiniana Roselaar & Michels, 2004 - cacatua delle Tanimbar
- Cacatua ducorpsii Pucheran, 1853 - cacatua di Ducorps
- Cacatua haematuropygia (Statius Müller, 1776) - cacatua delle Filippine
- Cacatua sulphurea (J.F.Gmelin, 1788) - cacatua crestagialla
- Cacatua galerita (Latham, 1790) - cacatua crestazolfo
- Cacatua ophthalmica P.L.Sclater, 1864 - cacatua occhiazzurri
- Cacatua alba (Statius Müller, 1776) - cacatua bianco
- Cacatua moluccensis (J.F.Gmelin, 1788) - cacatua crestasalmone